# Distrikt Yanque
Der Distrikt Yanque liegt in der Provinz Caylloma in der Region Arequipa in Südwest-Peru. Der Distrikt hat eine Fläche von 1112 km². Beim Zensus 2017 wurden 2117 Einwohner gezählt. Im Jahr 1993 lag die Einwohnerzahl bei 2254, im Jahr 2007 bei 2319. Die Distriktverwaltung befindet sich in der 3417 m hoch gelegenen Ortschaft Yanque mit 1549 Einwohnern (Stand 2017). Yanque liegt 6 km westlich der Provinzhauptstadt Chivay und ist die einzige größere Ortschaft im Distrikt. 

## Geographische Lage
Der Distrikt Yanque liegt im Südosten der Provinz Caylloma. Der Distrikt liegt am Südufer des nach Westen fließenden Río Colca. Oberhalb des Colca-Tals wird auf Terrassen Landwirtschaft betrieben. Es gibt mehrere Aussichtspunkte mit Blick über die Schlucht. Diese werden von Touristen frequentiert. Das Bergland im Süden und im Osten des Distrikts ist trocken und öde. Im Südwesten des Distrikts erhebt sich der (5277 m) hohe Nevado Ananto, im Osten der 
5425 m hohe Nevado Huarancate.
Der Distrikt Yanque grenzt im Westen an den Distrikt Achoma, im Nordwesten an den Distrikt Coporaque, im Norden an die Distrikte Chivay und Callalli, im Osten an den Distrikt San Antonio de Chuca sowie im Süden an den Distrikt Yura (Provinz Arequipa).